# Produit urbain brut
Le produit urbain brut (PUB) est l'équivalent, à l'échelle des agglomérations urbaines du produit intérieur brut (PIB) pour les États.
Son utilisation est critiquée (voir produit intérieur brut#PIB régional ou PIB urbain).
L'agglomération de Tokyo a le PUB le plus élevé, devant celui du Grand New York. Londres se situe à la 6e place de ce classement.